# Rachidion gagatinum
Rachidion gagatinum är en skalbaggsart som först beskrevs av Ernst Friedrich Germar 1824.  Rachidion gagatinum ingår i släktet Rachidion och familjen långhorningar. Inga underarter finns listade i Catalogue of Life.